# أوسكار سالازار
أوسكار سالازار (بالإنجليزية: Oscar Salazar) (و. 1978  م) هو لاعب كرة قاعدة، من فنزويلا، ولد في ماراكاي، يلعب كلاعب متعدد الاستخدامات.

## روابط خارجية
- أوسكار سالازار على موقع دوري كرة القاعدة الرئيسي (الإنجليزية)
- أوسكار سالازار على موقع الدوري الياباني لكرة القاعدة (الإنجليزية)
- أوسكار سالازار على موقعبيزبول رفرنس.كوم (الدوري الرئيسي) (الإنجليزية)
- أوسكار سالازار على موقعبيزبول رفرنس.كوم (الدوري الثانوي) (الإنجليزية)
- أوسكار سالازار على موقع إي إس بي إن.كوم (أم.أل.بي) (الإنجليزية)
- أوسكار سالازار على موقع مشجعي الرسوم البيانية (الإنجليزية)